# 영륭 (십국)
영륭(永隆, 939년 윤 7월 ~ 944년 3월)은 민나라(閩) 경종(景宗) 왕희(王羲)의 연호이다. 4년 8개월 가량 사용하였다. 영륭 5년(943년) 2월, 경종의 폭정에 반항하여 민나라 내에서 내분이 일어났으며, 그 중 한명에는 은나라(殷) 황제로 칭제한 왕연정(王延政)이 있었다. 이듬해 3월, 권신 주문진(朱文進)과 연중우(連重遇) 등이 주도 하여, 경종을 살해하였다. 이후, 황위 공석에는 주문진(朱文進)이 차지하여 미나라 왕을 참칭하였다.

## 개원
- 통문(通文) 4년(939년) 윤 7월에 연호를 영륭(永隆)으로 개원함.[1][2][3]

- 영륭(永隆) 6년 3월 13일[4](944년 4월 8일)에 경종이 살해되고 난 후, 영륭 연호가 중지됨.[5][2][3]

## 연대 대조표
| 영륭       | 원년            | 2년        | 3년        | 4년                  | 5년                                 | 6년                 |
| 서기(西紀) | 939년           | 940년      | 941년      | 942년                | 943년                               | 944년               |
| 간지(干支) | 기해(己亥)      | 경자(庚子) | 신축(辛丑) | 임인(壬寅)           | 계묘(癸卯)                          | 갑진(甲辰)          |
| 후진(後晉) | 천복(天福) 4년  | 5년        | 6년        | 7년                  | 8년                                 | 9년 개운(開運) 원년 |
| 남한(南漢) | 대유(大有) 12년 | 13년       | 14년       | 15년 광천(光天) 원년 | 2년 응건(應乾) 원년 건화(乾和) 원년 | 2년                 |
| 후촉(後蜀) | 광정(廣政) 2년  | 3년        | 4년        | 5년                  | 6년                                 | 7년                 |
| 남당(南唐) | 승원(昇元) 3년  | 4년        | 5년        | 6년                  | 7년 보대(保大) 원년                 | 2년                 |

## 참고 자료
- 다른 왕조의 같은 연호
  - 당(唐) 영륭(永隆, 680년 ~ 681년)

- 중국의 연호 목록